# Silvinichthys bortayro
Silvinichthys bortayro es una especie de peces Siluriformes de la familia Trichomycteridae.

## Morfología
Los machos pueden llegar alcanzar los 2,8 cm de longitud total.

## Hábitat
Es un pez de agua dulce y de clima tropical.

## Distribución geográfica
Se encuentran en Sudamérica: oeste de  Argentina. 